# Respirateur artificiel
Pour les articles homonymes, voir respirateur.
Un respirateur artificiel, ou ventilation mécanique assistée, parfois appelé ventilateur par des professionnels de santé, est un appareil médical d'assistance respiratoire, qui vise à assurer une ventilation artificielle des poumons à un malade lors d'une opération chirurgicale ou souffrant d'insuffisance respiratoire. Il est utilisé dans les ambulances, à l'hôpital mais plus rarement au domicile d'un patient (après une mise en route à l'hôpital).

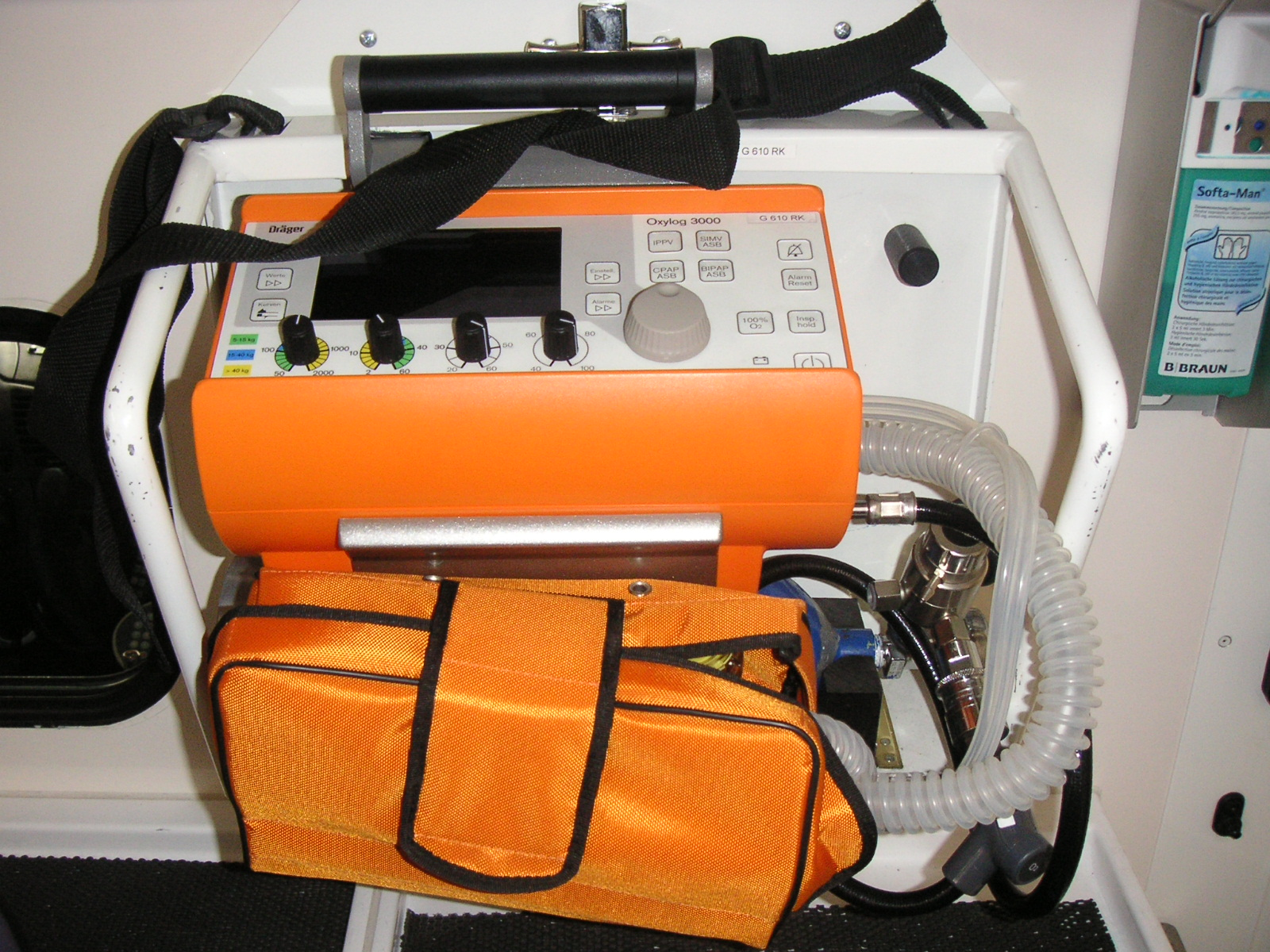
Kit de respiration artificielle dans une ambulance autrichienne (2005).

## Description

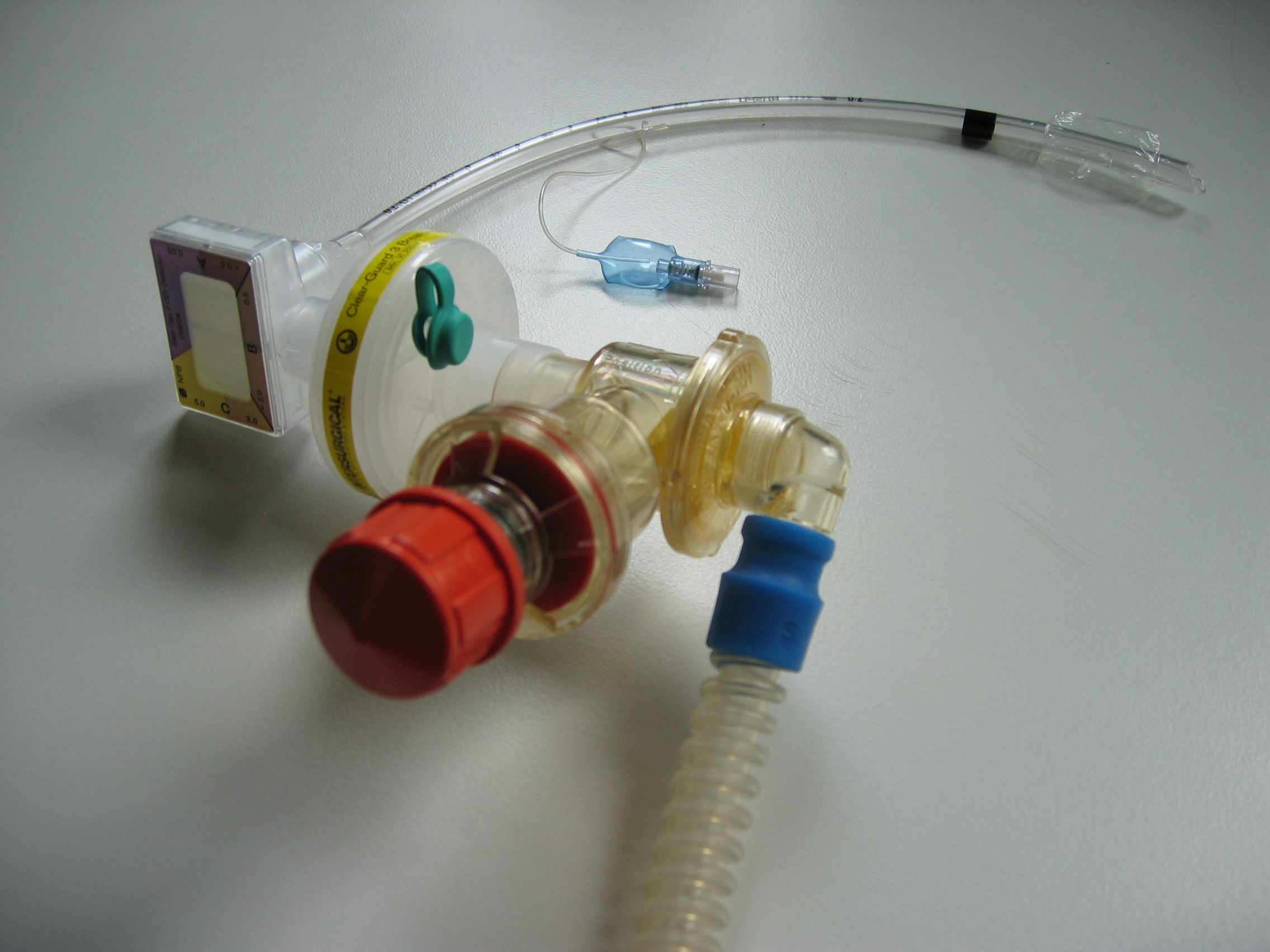
Système de ventilation artificielle pour un patient intubé en soins intensifs - tube endotrachéal, détecteur de, filtre de ventilation, valve patient, valve PEEP

Ces appareils aident les patients en soins intensifs et ne pouvant pas respirer par eux-mêmes, ou ayant besoin d'une assistance à la suite d'une malformation congénitale, de certaines maladies, d'un traumatisme ou d'effets secondaires de médicaments (anesthésique par exemple).
Un respirateur se compose de deux éléments principaux :
une unité de diffusion respiratoireun flux d'air est contrôlé par un microprocesseur via des commandes électriques. L'air provient d'un réservoir ou d'un système de compression (ventilateur, soufflet ou surpresseur) ; il est détendu pour n'être que légèrement comprimé et il est délivré de manière à reproduire le cycle inspiration/expiration ; le patient est connecté au système via des tubes et valves jetables. Les systèmes d'inspiration et d'expiration sont généralement séparés, mais il existe des systèmes à tube unique pour les patients qui ne nécessitent pas d'expiration contrôlée.
En complément, des systèmes qui peuvent réguler la température, l'hygrométrie et des moniteurs supplémentaires (ex : capnographe) sont parfois ajoutés.
une interface graphiquepermettant à l'utilisateur de programmer et contrôler le débit respiratoire, avec un écran de lecture et des alarmes qui sonnent en cas de dépassement de paramètres critiques (débit, pression, volume, composition du gaz et les ratios inspiration/expiration).
Divers algorithmes et modes de ventilation sont prévus pour fournir un soutien (complet ou partiel) correspondant au besoin du patient adulte, enfant ou âgé. Le personnel médical adapte le mode de ventilation à la résistance des voies aériennes du patient et à sa compliance pulmonaire. Les modes uniquement contrôlés par la pression permettent de respecter les poumons fragiles du nourrisson ou de patients souffrant de lésions pulmonaires aiguës ou de syndrome de détresse respiratoire aiguë. La séquence respiratoire peut être une ventilation forcée, ou permettre des respirations spontanées (ventilation obligatoire intermittente), être uniquement déclenchées par le patient (ventilation spontanée continue).
Il existe deux méthodes d'assistance respiratoire :
ventilation non invasiveun masque (ou un casque) recouvrant la bouche et le nez, ou seulement le nez, injecte de l'air par la bouche vers les poumons avec une légère surpression, généralement réglable ;
ventilation invasiveun tube, ou une canule de trachéotomie, amène l'air, ou le dioxygène, directement dans la trachée de patients par exemple comateux, sous sédation ou victimes d'une paralysie bulbaire. Une intubation précoce est parfois choisie pour des raisons pratiques (par exemple quand on sait que l'état du patient risque d'empirer ou qu'il présente un risque d'infection par un pathogène (bactérie, virus) en suspension dans l'air.

## Phonation
L'intubation trachéale gêne la phonation. Chez un patient artificiellement ventilé à long terme, et pour sa relation aux soignants, pouvoir parler (au moins de façon discontinue) est un élément important de la qualité de vie ; « Tenter de rétablir une phonation doit toujours être une des préoccupations des praticiens en charge de ces patients »

## Administration d'aérosols médicamenteux en ventilation artificielle (AMVA)
Elle permet théoriquement d'atteindre facilement et directement l'étage bronchique ou du parenchyme pulmonaire avec moins d'effets secondaires systémiques.
En France, pour codifier les indications et modalités de cette approche, avant d'éventuels travaux granulométriques, pharmacologiques et cliniques, un « groupe de travail sur les respirateurs » de l'Assistance Publique-Hôpitaux de Paris a enquêté sur les habitudes des services de réanimation en la matière (fréquence d'utilisation, modalités, indications). Les pratiques étaient variées et rarement mise en œuvre (« jamais ou moins d'une fois par mois ou pour moins de un patient ventilé sur 5 pour 28 unités sur 35 ». Quand elle était utilisée, c'était surtout (70% des cas) pour diminuer la résistance des voies aériennes et soigner des infections nosocomiales. Selon cette enquête de nombreux réanimateurs étaient intéressé par le sujet, tout en étant souvent sceptiques. Les auteurs ont estimé que des travaux systématiques, une étude coût-bénéfice et une codification de la technique étaient nécessaires.

## Sevrage
Parfois le patient passe par une phase de sevrage où il doit réapprendre à utiliser ses muscles respiratoires.

## Fabricants
En 2020, dans le cadre de la lutte contre la pandémie de maladie à coronavirus en France :
- un consortium s'est constitué en France entre Air Liquide, PSA, Valeo, et Schneider Electric en vue de fabriquer 10 000 respirateurs d'ici mi-mai 2020[8]
- face à la pénurie de respirateurs et pour aider les hôpitaux, des biohackers ont proposé divers modèles de respirateurs dont l'un construit à partir d'un masque de plongée[9].

## Recherche, tendances
Depuis les années 1990, la tendance est à l'informatisation croissante des services d'urgence et des matériels médicaux voire à la télémédecine et à un pilotage assisté par intelligence artificielle. Cependant alors que l'imagerie médicale a standardisé ses formats numériques de données, en 2019 ce n'est pas encore le cas de nombreux respirateurs (et de l’ECG ou de matériels de mesure de l'oxygénation du sang, etc.), ce qui implique la persistance de difficulté d'interopérabilité ;